# Enric Furtună
Enric Furtună, pseudonimul lui Henric Pekelman, (n. 31 mai 1881, Botoșani – d. 30 iunie 1965, São Paulo, Brazilia) a fost un poet și autor dramatic român. 

## Biografie
Era fiul unui dentist din Botoșani. A studiat la Liceul Național din Iași (1897-1900), unde a fost coleg cu Mihail Sadoveanu, și la Facultatea de Medicină din Iași. A obținut în iunie 1907 titlul de doctor în medicină și chirurgie la Facultatea de Medicină din Iași, cu teza Arsurile din punctul de vedere Medico Legal. Documente de Medicină Legală și de Criminologie.
Primele îndrumări literare le-a primit de la fostul său coleg Mihail Sadoveanu. A debutat ca poet în revista Sămănătorul (1904), publicând ulterior trei volume de poezii: De pe stâncă (1922), Priveliști și impresii (1926) și Poemele resemnării (1940), poemele dramatice Pustnicul (1914), Între șanțuri și Priveghiul fără lacrimi și piesa de teatru Rechiziția, ce a fost reprezentată pe scena Teatrului Național din Iași în 1920, retrasă ulterior în urma protestelor violente ale studenților naționaliști. Poeziile sale sunt scrise într-un stil modernist.
A publicat poezii, traduceri și memorii de călătorie în ziarele și revistele Opinia, Convorbiri critice, Gândul nostru, Însemnări ieșene, Umanitatea, Adevărul literar și artistic, Lumea evree, Lumea-bazar, Curierul israelit, Mântuirea, Egalitatea, Adam, Versuri și proză, Vitrina literară, Cultura, Pagini libere, Floare albastră, Hatikvah, Absolutio, Hasmonaea, Facla literară, Israelitul, Almanahul ziarului «Tribuna evreiască» etc. A tradus din scrierile lui Haim Nahman Bialik, Iosif Groper și Moise Birnbaum.
Enric Furtună a emigrat în Israel în 1944, dar s-a întors în România după doi ani. A părăsit România pentru a doua oară în 1958, stabilindu-se în Brazilia. Moare la São Paulo. A fost inclus în Dicționarul general al literaturii române (București, 2004) și în Dicționar biografic al literaturii române A-L, vol. I (Ed. Paralela 45, București, 2004), coordonat de Aurel Sasu.

## Opera
- Pustnicul, poem dramatic, în culegerea Versuri și proză, Tip. Progresul A. Grünberg, Iași, 1914 [165 p., mai cuprinde: „Alexe Tudor, Dramă într-un act„ și „Sorin Bătrînul. Poem dramatic în două acte”];
- De pe stâncă, poezii și poeme, Viața Romînească, [București], 1922;
- Priveliști și impresii, poezii, București, 1926;
- Poemele resemnării, București, 1940;
- Abisag, poem dramatic în trei acte, Editura Fundației Beit Olei Romania, Tel Aviv, 1963;
- Testamentul literar al poetului Enric Furtună, Cenaclul Literar „Menora”, Ierusalim, 1965.

## Traduceri
- Salomon Hermann Mosenthal, Deborah, Iași, [1907].